# Дошкільна освіта в Австралії
Дошкільна освіта в Австралії триває один рік і розпочинається з п'яти років. Не є обов'язковою на всій території Австралії.
Уряд Австралії в 2008 році програму «Структура раннього навчання в Австралії: приналежність, сутність та становлення» (The Early Years Learning Framework for Australia: Belonging, Being and Becoming). Це навчання засноване на грі, його повинні пройти всі діти за рік перед початковою школою. Австралійський уряд виділив значні суми на інвестування цієї програми. Не в усіх штатах вона є обов'язковою, підготовка дітей відбувається вдома або в спеціальних дитячих клубах. До третини австралійських дітей не відвідують дитячі садочки.
Управління дошкільною освітою здійснюють відповідні департаменти урядів штатів і територій. Закони про освіту частин Австралії не можуть суперечити програмі дошкільної освіти. Вони також встановлюють розмір плати на підготовку.
Дошкільну підготовку здійснюється в:
- дитячих садочках;
- сімейних дитячих садочках;
- однорічних підготовчих садочках;
- вдома нянями, які закінчили відповідні курси.

Держава виділяє кошти батькам дітей, які проходять дошкільну підготовку.
Національною програмою передбачено фінансування підготовки вчителів раннього дитинства. В університетах для них забезпечуються додаткові місця, скасовується оплата за навчання.
Багато університетів засновують інститути та центри дослідження з питань дошкільної освіти. Велике значення надається підвищенню кваліфікації в центрах професійного розвитку, що є в кожному штаті чи території. Також базою можуть бути дитячі садочки.